# كومورو الخليج القابضة
كومورو الخليج القابضة هي شركة استثمارية، أنشأها رجال الأعمال السوريون بشار كيوان ومجد سليمان ورجال الأعمال الكويتيون الشيخ صباح جابر مبارك الصباح ومحمد عبد العزيز العتيبي، والتي عملت بشكل وثيق مع الرئيس القمري السابق أحمد عبد الله محمد سامبي، واستطاعت الشركة احتكار الاستثمار والتنمية في جزر القمر.
توقفت الشركة عن العمل بين عامي 2014 و2015 بعد خسائر مالية كبيرة ومصادرة الأصول، بسبب تداعيات فضيحة بيع جوازات السفر في جزر القمر والتغيير الذي أعقب ذلك في القيادة الرئاسية في البلد. وعلى الرغم من ذلك، ظلت عدة مجموعات تابعة لها حول العالم ناشطة، والتي يسيطر عليها مؤسساها بشار كيوان ومجد سليمان.

## أنشطتها

#### برنامج المواطنة الاقتصادية لجزر القمر 2008
في عام 2006، بدأ بشار كيوان، مؤسس شركة كومورو الخليج القابضة (CGH)، في الضغط على الهيئة التشريعية في جزر القمر لإقرار مخطط مثير للجدل لمنح الجنسية عن طريق الاستثمار، حيث يتمتع زميله المقرب، الرئيس القمري السابق أحمد عبد الله سامبي ، بسلطة منح الجنسية. وعدت شركة كومورو جلف هولدينجز (سي جي إتش) باستثمار أكثر من 100 مليون دولار نيابة عن مستثمرين خليجيين أثرياء، لبيع التشريع إلى المشرعين في جزر القمر. في عام 2008، أشاد سعيد أتوماني ، الوزير القمري السابق المسؤول عن تعزيز الاستثمار الأجنبي، بالنمو المتوقع في الاستثمارات الأجنبية المباشرة والذي يصل إلى 100 مليار دولار من مستثمرين خليجيين أثرياء دعماً للقانون المرتقب. في مناقشة عقدها برلمان جزر القمر في يوليو/تموز 2008، رفض البرلمان قانون الجنسية الاقتصادية المقترح، مدعياً أنه يعادل بيع جنسية جزر القمر بالمزاد العلني.
قد صدر القانون الجديد في نوفمبر 2008 بعد عدد من بعثات "تقصي الحقائق" التي قام بها سياسيون من جزر القمر إلى الكويت والإمارات العربية المتحدة، والتي نظمها شركاء شركة كومورو جلف هولدينجز، بشار كيوان، ومجد سليمان، والشيخ صباح جابر مبارك الصباح، ومحمد العتيبي. في أكتوبر، تلقى نواب البرلمان هدايا أجهزة كمبيوتر وهواتف محمولة وهدايا أخرى. وبعد إقرار القانون، تم مكافأة الأمين العام السابق لبرلمان جزر القمر، أبو بكر سعيد سالم، من قبل شركة كومورو جلف هولدينجز.
في برقية دبلوماسية مسربة تعود إلى عام 2009، طلب مسؤولون دبلوماسيون أميركيون في جزر القمر من زملائهم في الخليج مزيداً من المعلومات عن بشار كيوان، الذي مارست شركته، كومورو جلف هولدينجز (سي جي إتش)، "ضغوطاً نشطة ومفتوحة من أجل إقرار "قانون الجنسية الاقتصادية" المثير للجدل، والذي بدا وكأنه رُفض، ثم تم تمريره في الجمعية الوطنية". أضاف الكابل الأمريكي: "إذا نظرنا إلى الأمر من منظور ظاهري، فإن شركة سي جي إتش هي شركة ترويج ذات تمويل محدود ولديها رؤية طويلة الأجل لتحويل جزر القمر إلى وجهة سياحية خليجية. ونظراً لسنوات من النمو الاقتصادي الراكد، فليس من المستغرب أن ترحب حكومة الرئيس سامبي بهؤلاء المستثمرين. وحتى الترويج النشط لفرض قانون الجنسية الاقتصادية يمكن النظر إليه من حيث الترويج للإستثمار وضماناته. مع ذلك، هناك شيء غير منطقي ويستحق التحقيق فيما إذا كان النفوذ المتزايد لشركة سي جي إتش في جزر القمر حميداً تماماً.
في أبريل 2015، قضت محكمة في جزر القمر بأن شركة كومورو جلف هولدينجز مدينة للدولة بمبلغ 16 مليون دولار من برنامج المواطنة الاقتصادية. وفي مايو 2015، أمرت دولة جزر القمر بمصادرة أصول الشركات في الجزيرة.

#### علاقاته بالرئيس السابق أحمد عبد الله سامبي
عمل أحمد عبد الله سامبي بشكل وثيق مع شركة كومورو جلف هولدينجز أثناء رئاسته (2006-2011)، حيث احتكرت الشركة الاستثمار والتطوير في جزر القمر، وسيطرت على أجزاء كبيرة من صناعات الإعلام والخدمات المصرفية والسياحة والسفر والبناء. في عام 2007، عين سامبي كيوان في منصب القنصل الفخري لجزر القمر في الكويت.
بعد غزو أنجوان عام 2008، الذي أطاح برئيس أنجوان السابق العقيد محمد بكر، ظهرت ملصقات سامبي التي تعلن أنه "أبو الوحدة الوطنية" في جميع أنحاء البلاد، مع شعار شركة كومورو جلف هولدينجز في الزاوية. أعادت صحيفة البلد التابعة لشركة كومورو جلف هولدينجز نشر مقالات مؤيدة لسامبي في معظمها وروجت لأنشطة شركة كومورو جلف هولدينجز. خلال فترة نقص الوقود التي أعقبت الغزو، ورد أن بنك CGH في الجزيرة، البنك الفيدرالي حقق أرباحًا تتراوح بين 3 و 5 مليون دولار في شكل ائتمان متجدد متاح لواردات البترول.

## الشركات التابعة
مجموعة الشركات التابعة لها:
- البنك الاتحادي للتجارة
- طيران الخليج القمري
- شركة كوموروس المتحدة للنشر والتوزيع
- فندق رويال إتساندرا
- المجموعة المتحدة (UG)
- البلد